# Cosme de Jerusalém
Cosme de Jerusalém (em grego:  Κοσμάς), também chamado de Cosme Hagiopolita ("da cidade sagrada"), Cosme de Maiuma, Cosme, o Melodista ou ainda Cosme, o Poeta foi um bispo e um hinógrafo. Ele é considerado um santo.

## Vida e obras
Cosme nasceu provavelmente em Damasco, mas ele ficou orfão em tenra idade. Ele foi adotado por Sérgio, o pai de São João de Damasco (ca.676 - 749) e se tornou seu irmão adotivo. O professor dos dois garotos era um monge idoso da Calábria, também chamado Cosme (conhecido como "Cosme, o Monge" para se distinguir), que fora libertado da escravidão entre os sarracenos pelo pai de João. João e Cosme foram de Damasco para Jerusalém, onde ambos se tornaram monges na Lavra (mosteiro) de São Savas, o Santificado, perto da cidade. Juntos eles ajudaram a defender a igreja contra a heresia do iconoclasma.
Cosme deixou o mosteiro em 743, quando ele foi nomeado como bispo de Maiuma, o porto da antiga Gaza, na costa sul da Palestina. Ele viveu muitos anos mais que João e morreu com idade avançada.

## Obras
Como um erudito autor em prosa, Cosme escreveu comentários (escólios) sobre os poemas de Gregório de Nazianzo. Ele é considerado em grande estima também como um poeta. Tanto ele quanto João de Damasco são considerados como os melhores represantes da hinografia grega clássica tardia, sendo os exemplos mais característicos o cantos litúrgicos conhecidos como "cânones". Eles trabalharam juntos também no desenvolvimento do Octoechos.
São Cosme já foi chamado de "um veículo da graça divina" e "a glória da Igreja". Ele compôs os cânones solenes para as Matinais (a equivalente ortodoxa das Laudes) do Domingo de Ramos e o "Sábado de Lázaro", como é conhecido o dia anterior no rito bizantino, as Triodes (cânones com apenas três cânticos) que são cantadas na Semana Santa e o primeiro cânone da Natividade (baseado num sermão sobre a Natividade feito por São Gregório, o Teólogo. Juntos, quatorze cânones são atribuídos a ele nos livros litúrgicos da Igreja Ortodoxa.
Os hinos de Cosme foram originalmente compostos para o Serviço Divino da Igreja de Jerusalém, mas, pela influência do patriarcado de Constantinopla, seu uso se tornou universal na Igreja Ortodoxa. Não se sabe, porém, se todos os hinos atribuídos a Cosme nos livros litúrgicos são realmente dele, especialmente por que seu professor tinha o mesmo nome que ele e também era um hinógrafo.